# Charentonnay
Charentonnay ist eine französische Gemeinde mit 287 Einwohnern (Stand: 1. Januar 2022) im Département Cher in der Region Centre-Val de Loire. Sie gehört zum Arrondissement Bourges und zum Gemeindeverband Berry-Loire-Vauvise. 

## Geografie
Charentonnay liegt im Berry etwa 44 Kilometer ostnordöstlich von Bourges. Umgeben wird Charentonnay von den Nachbargemeinden Lugny-Champagne im Nordwesten und Norden, Saint-Martin-des-Champs im Osten, Jussy-le-Chaudrier im Südosten, Garigny im Süden, Couy im Südwesten sowie Sévry im Westen.
Die Gemeinde liegt an der Route nationale 151 und an der Via Lemovicensis, einem der vier historischen „Wege der Jakobspilger in Frankreich“.

## Bevölkerungsentwicklung
| Jahr                       | 1962 | 1968 | 1975 | 1982 | 1990 | 1999 | 2009 | 2019 |
| Einwohner                  | 396  | 381  | 313  | 317  | 329  | 314  | 321  | 293  |
| Quellen: Cassini und INSEE |      |      |      |      |      |      |      |      |

## Sehenswürdigkeiten

Kirche Saint-Pierre

- Kirche Saint-Pierre